# Chris Ingram
Chris Ingram (Mánchester, Inglaterra, 7 de julio de 1994) es un piloto de rally británico. Actualmente compite en el campeonato de WRC-2 con un Toyota GR Yaris Rally2.
En la temporada 2019, Ingram se consagró campeón europeo de rally, siendo el primer británico en 52 años en lograrlo desde que Vic Elford ganara el grupo 3 del ERC en 1967. En su camino al título consiguió cuatro podios sin poder lograr la victoria siendo el primer campeón que no consiguió ninguna victoria en su temporada consagratoría. Además solo ganó cuatro especiales cronometradas siendo también el primer campeón con tan pocas etapas ganadas.
En 2020, Ingram tenía en sus planes disputar el ERC y el WRC-2 pero la pandemia de Covid-19 y la falta de presupuesto por la pérdida de patrocinadores hicieron que ingram no pudiera disputar las temporadas. Con el apoyo del Toksport WRT, disputó su único rally del año, el Rally Islas Canarias a bordo de un Renault Clio RSR Rally5 de la estructura con sede en Alemania.
En 2021, Ingram consiguió el presupuesto necesario para llegar al mundial: logró conseguir cerrar un trato con el equipo SXM Competition para disputar con su apoyo seis ralles dentró de la categoría WRC-3 en un Škoda Fabia Rally2 Evo, con la estrutura bélga disputó los rallyes de Croacia, Portugal y Cerdeña. Los tres rallyes restantes de su programa (Acrópolis, Cataluña y Monza) los realizó con uno de los Skoda Fabia Rally2 Evo del Toksport WRT.
En 2022, Ingram ascendió al WRC-2 de la mano de Škoda Motorsport, la estructura checa lo escogio como uno de sus pilotos siendo apoyado por la estructura oficial de la marca en el campeonato, el Toksport WRT. Ingram disputó seis rallyes de Montecarlo, Croacia, Portugal, Cerdeña, Ypres y Acrópolis. Ingram debía disputar como último rallye de su temporada el Rally Cataluña pero debido a una lesión de ligamentos de su mano y a los costes de reparación de su Škoda Fabia Rally2 Evo tras el accidente sufrido en Acrópolis hicieron que su temporada llegara a un abrupto final.
En 2023, Ingram volverá a pilotar en el WRC-2 de la mano del Toksport WRT. Pilotará otra vez el Škoda Fabia Rally2 evo comenzando a partir del Rally de Montecarlo y dependiendo de su presupuesto continuará su temporada.

## Palmarés

### Títulos
| Año  | Título                     | Automóvil              |
| ---- | -------------------------- | ---------------------- |
| 2019 | Campeón Europeo de Rally   | Škoda Fabia R5         |
| 2019 | Campeón Europeo de Rally   | Škoda Fabia R5 Evo     |
| 2024 | Campeón Británico de Rally | Toyota GR Yaris Rally2 |

## Resultados

### Campeonato Mundial de Rally
| Año  | Equipo                  | Automóvil              | 1       | 2   | 3      | 4      | 5       | 6   | 7   | 8   | 9       | 10      | 11     | 12     | 13      | 14  | Pos. | Puntos |
| ---- | ----------------------- | ---------------------- | ------- | --- | ------ | ------ | ------- | --- | --- | --- | ------- | ------- | ------ | ------ | ------- | --- | ---- | ------ |
| 2013 | Chris Ingram            | Renault Twingo RS R2   | MON     | SWE | MEX    | POR    | ARG     | GRE | ITA | FIN | GER     | AUS     | FRA    | ESP    | GBR 33  |     | NC   | 0      |
| 2014 | Chris Ingram            | Peugeot 208 R2         | MON     | SWE | MEX    | POR    | ARG     | ITA | POL | FIN | GER     | AUS     | FRA    | ESP    | GBR 39  |     | NC   | 0      |
| 2015 | Chris Ingram            | Citroën DS3 R3T Max    | MON     | SWE | MEX    | ARG    | POR     | ITA | POL | FIN | GER     | AUS     | FRA    | ESP    | GBR Ret |     | NC   | 0      |
| 2016 | Opel Rallye Junior Team | Opel Adam R2           | MON     | SWE | MEX    | ARG    | POR     | ITA | POL | FIN | GER Ret | CHN C   | FRA    | ESP    |         |     | NC   | 0      |
| 2016 | Chris Ingram            | Vauxhall Adam R2       |         |     |        |        |         |     |     |     |         |         |        |        | GBR 48  | AUS | NC   | 0      |
| 2017 | Chris Ingram            | Opel Adam R2           | MON     | SWE | MEX    | FRA    | ARG     | POR | ITA | POL | FIN     | GER     | ESP    | GBR 36 | AUS     |     | NC   | 0      |
| 2018 | Toksport WRT            | Škoda Fabia R5         | MON     | SWE | MEX    | FRA    | ARG     | POR | ITA | FIN | GER     | TUR 9   | GBR 34 | ESP    | AUS     |     | 25.º | 2      |
| 2021 | Chris Ingram            | Škoda Fabia R5 Evo     | MON     | ART | CRO 16 | POR 15 | ITA Ret | SAF | EST | BEL | GRE 12  | FIN     | ESP 18 | MNZ 24 |         |     | NC   | 0      |
| 2022 | Chris Ingram            | Škoda Fabia Rally2 evo | MON 14  | SWE | CRO 11 | POR 12 | ITA 11  | SAF | EST | FIN | BEL 9   | GRE Ret | NZL    | ESP    | JPN     |     | 29.º | 2      |
| 2023 | Chris Ingram            | Škoda Fabia Rally2 evo | MON 15  | SWE | MEX    | CRO    | POR     | ITA | SAF | EST | FIN     | GRE     | CHL    | EUR    | JPN     |     | NC   | 0      |
| 2024 | Chris Ingram            | Škoda Fabia RS Rally2  | MON Ret | SWE | SAF    | CRO    | POR     | ITA | POL | LAT | FIN     | GRE     | CHL    | EUR    | JPN     |     | NC   | 0      |

### WRC-2
| Año  | Equipo       | Automóvil              | 1       | 2   | 3     | 4     | 5     | 6   | 7   | 8   | 9     | 10      | 11     | 12  | 13  | Pos. | Puntos |
| ---- | ------------ | ---------------------- | ------- | --- | ----- | ----- | ----- | --- | --- | --- | ----- | ------- | ------ | --- | --- | ---- | ------ |
| 2018 | Toksport WRT | Škoda Fabia R5         | MON     | SWE | MEX   | FRA   | ARG   | POR | ITA | FIN | GER   | TUR 3   | GBR 12 | ESP | AUS | 24.º | 15     |
| 2022 | Chris Ingram | Škoda Fabia Rally2 evo | MON 7   | SWE | CRO 5 | POR 3 | ITA 4 | SAF | EST | FIN | BEL 4 | GRE Ret | NZL    | ESP | JPN | 7.º  | 56     |
| 2023 | Chris Ingram | Škoda Fabia Rally2 evo | MON 6   | SWE | MEX   | CRO   | POR   | ITA | SAF | EST | FIN   | GRE     | CHL    | EUR | JPN | 30.º | 8      |
| 2024 | Chris Ingram | Škoda Fabia RS Rally2  | MON Ret | SWE | SAF   | CRO   | POR   | ITA | POL | LAT | FIN   | GRE     | CHL    | EUR | JPN | NC   | 0      |

### WRC-3
| Año  | Equipo       | Automóvil           | 1   | 2   | 3     | 4     | 5       | 6   | 7   | 8   | 9     | 10  | 11    | 12    | 13      | Pos. | Puntos |
| ---- | ------------ | ------------------- | --- | --- | ----- | ----- | ------- | --- | --- | --- | ----- | --- | ----- | ----- | ------- | ---- | ------ |
| 2015 | Chris Ingram | Citroën DS3 R3T Max | MON | SWE | MEX   | ARG   | POR     | ITA | POL | FIN | GER   | AUS | FRA   | ESP   | GBR Ret | NC   | 0      |
| 2021 | Chris Ingram | Škoda Fabia R5 Evo  | MON | ART | CRO 5 | POR 3 | ITA Ret | SAF | EST | BEL | GRE 2 | FIN | ESP 4 | MNZ 8 |         | 4.º  | 70     |

### JWRC
| Año  | Equipo       | Automóvil           | 1   | 2   | 3   | 4   | 5   | 6   | 7   | 8   | 9   | 10  | 11  | 12  | 13      | Pos. | Puntos |
| ---- | ------------ | ------------------- | --- | --- | --- | --- | --- | --- | --- | --- | --- | --- | --- | --- | ------- | ---- | ------ |
| 2015 | Chris Ingram | Citroën DS3 R3T Max | MON | SWE | MEX | ARG | POR | ITA | POL | FIN | GER | AUS | FRA | ESP | GBR Ret | NC   | 0      |

### ERC
| Año  | Equipo                    | Automóvil                | 1      | 2       | 3      | 4       | 5       | 6       | 7       | 8      | 9       | 10  | 11      | 12  | Pos. | Puntos |
| ---- | ------------------------- | ------------------------ | ------ | ------- | ------ | ------- | ------- | ------- | ------- | ------ | ------- | --- | ------- | --- | ---- | ------ |
| 2013 | Chris Ingram              | Renault Twingo RS R2     | JÄN    | LIE     | CAN    | AZO     | COR     | YPR 30  | ROM     | CZE    | POL     | CRO | SAN     | VAL | NC   | 0      |
| 2014 | Chris Ingram              | Renault Twingo RS R2 Evo | JÄN    | LIE 30  | GRE    | IRE Ret | AZO 14  | YPR 20  | EST     |        |         |     |         |     | NC   | 0      |
| 2014 | Chris Ingram              | Peugeot 208 R2           |        |         |        |         |         |         |         | CZE 35 | CYP     | ROM | VAL Ret | COR | NC   | 0      |
| 2015 | Chris Ingram              | Peugeot 208 R2           | JÄN    | LIE 14  | IRE 15 | AZO 15  | YPR Ret | EST Ret | CZE Ret | CYP    | GRE     | VAL |         |     | NC   | 0      |
| 2016 | Opel Rallye Junior Team   | Opel Adam R2             | CAN    | IRE 18  | GRE    | AZO 17  | YPR 14  | EST 10  | POL     | ZLI 18 | LIE Ret | CYP |         |     | 73.º | 1      |
| 2017 | Opel Rallye Junior Team   | Opel Adam R2             | ACO 11 | ESP 21  | GRC    | CYP     | POL 26  | CZE 38  | ROM 14  | LAT 10 |         |     |         |     | 54.º | 1      |
| 2018 | Toksport World Rally Team | Škoda Fabia R5           | ACO 4  | ESP Ret | GRC    | CYP     | ROM 6   | CZE 7   | POL 3   | LAT 2  |         |     |         |     | 5.º  | 90     |
| 2019 | Toksport World Rally Team | Škoda Fabia R5           | AZO 3  | CAN 2   | LIE 4  | POL Ret | RMC 6   | CZE 3   | CYP 2   |        |         |     |         |     | 1.º  | 141    |
| 2019 | Toksport World Rally Team | Škoda Fabia R5 Evo       |        |         |        |         |         |         |         | HUN 4  |         |     |         |     | 1.º  | 141    |
| 2020 | Toksport World Rally Team | Renault Clio RSR Rally5  | ITA    | LAT     | PRT    | HUN     | ESP 28  |         |         |        |         |     |         |     | NC   | 0      |
| 2023 | Chris Ingram              | VW Polo GTi R5           | POR    | ESP     | POL    | LAT     | SWE     | ITA     | CZE Ret | HUN    |         |     |         |     | NC   | 0      |
| 2024 | Chris Ingram              | Toyota GR Yaris Rally2   | HUN    | ESP     | SWE    | EST     | ITA     | CZE     | GBR Ret | POL    |         |     |         |     | NC   | 0      |